# Opeatogenys gracilis
Opeatogenys gracilis is een  straalvinnige vissensoort uit de familie van schildvissen (Gobiesocidae). De wetenschappelijke naam van de soort is voor het eerst geldig gepubliceerd in 1864 door Canestrini.
De soort staat op de Rode Lijst van de IUCN als Kwetsbaar, beoordelingsjaar 2007. De omvang van de populatie is volgens de IUCN dalend.